# Berlin-Marathon 2006
| 33. Berlin-Marathon    | 33. Berlin-Marathon            |
| ---------------------- | ------------------------------ |
| Stadt                  | Berlin, Deutschland            |
| Datum                  | 24. September 2006             |
| Distanz                | 42,195 Kilometer               |
| Sieger                 |                                |
| Männer                 | Haile Gebrselassie (2:05:56 h) |
| Frauen                 | Gete Wami (2:21:34 h)          |
| ← Berlin-Marathon 2005 | Berlin-Marathon 2007 →         |
| Website                | Offizielle Website             |

Der Berlin-Marathon 2006 war die 33. Ausgabe der jährlich stattfindenden Laufveranstaltung in Berlin, Deutschland. Der Marathon fand am 24. September 2006 statt und war der dritte World Marathon Majors des Jahres.
Bei den Männern gewann Haile Gebrselassie in 2:05:56 h und bei den Frauen Gete Wami in 2:21:34 h.

## Ergebnisse

### Männer
| Platz | Athlet             | Land         | Zeit (h) |
| ----- | ------------------ | ------------ | -------- |
| 01    | Haile Gebrselassie | Äthiopien    | 2:05:56  |
| 02    | Gudisa Shentema    | Äthiopien    | 2:10:43  |
| 03    | Kurao Umeki        | Japan        | 2:13:43  |
| 04    | Terefe Yae         | Äthiopien    | 2:15:05  |
| 05    | Ahmed Ezzobayry    | Frankreich   | 2:15:29  |
| 06    | Driss El Himer     | Frankreich   | 2:16:44  |
| 07    | Ombeche Mokamba    | Kenia        | 2:17:34  |
| 08    | Jackson Koech      | Kenia        | 2:17:42  |
| 09    | Abel Kirui         | Kenia        | 2:17:47  |
| 10    | Donatien Buzzinggo | Burkina Faso | 2:19:25  |

### Frauen
| Platz | Athletin            | Land        | Zeit (h) |
| ----- | ------------------- | ----------- | -------- |
| 01    | Gete Wami           | Äthiopien   | 2:21:34  |
| 02    | Salina Jebet Kosgei | Kenia       | 2:23:22  |
| 03    | Monika Drybulska    | Polen       | 2:30:12  |
| 04    | Asha Gigi           | Äthiopien   | 2:32:32  |
| 05    | Márcia Narloch      | Brasilien   | 2:35:28  |
| 06    | Melanie Kraus       | Deutschland | 2:35:37  |
| 07    | Shitaye Gemechu     | Äthiopien   | 2:35:56  |
| 08    | Zekiros Adanech     | Äthiopien   | 2:36:48  |
| 09    | Mounia Aboulahcen   | Belgien     | 2:38:55  |
| 10    | Alem Ashebir        | Äthiopien   | 2:41:27  |